# ناخن نیم به نیم
ناخن نیم به نیم (انگلیسی: Half and half nail) که با عنوانِ «ناخن‌های لینزی» هم شناخته می‌شوند، وضعیتی است که در آن نیمهٔ نزدیک به پوستِ ناخن، سفید و نیمهٔ دورتر (انتهاییِ) آن قرمز، صورتی یا قهوه‌ای است و خط مشخصی در مرز بین دو نیمه وجود دارد.: ۷۸۵  نیمهٔ تیره با فشار دادن تغییر رنگ نداده یا محو نمی‌شود، و این چیزی است که آن را از ناخن‌های  تری متمایز می‌کند. تصور می‌شود که تغییر رنگ به دلیل هورمون محرک بتا ملانوسیت باشد. ۷۰ درصد بیماران همودیالیزی و ۵۶ درصد از بیماران پیوند کلیه دستکم یک نوع ناهنجاری ناخن دارند. فقدان لونولا، خونریزی اسپلینتر، و نیم به نیم در بیماران همودیالیزی به‌طور قابل توجهی شایع‌تر است، در حالی که لوکونیشیا به‌طور قابل توجهی در بیماران پیوند کلیه شایع‌تر بود.: ۷۸۵ : ۶۵۹ 
ناخن نیم به نیم در ۵۰–۱۵ درصد از بیماران نارسایی مزمن کلیه دیده می‌شود. این عارضه همچنین با سندرم ناخن زرد، پرکاری تیروئید، پلاگر، عفونت اچ‌آی‌وی، بیماری کرون، بیماری کاوازاکی، بیماری بهجت، سیروز و حتی در افراد سالم دیده می‌شود.
از آنجایی که این وضعیت، یک بیماری خوش‌خیم است که فقط نیاز به مشاوره و اطمینان دارد، درمان به اقدامات زیبایی محدود می‌شود.

## بیشتر بخوانید
- Aouali, Soraya; Sefraoui, Saida; Zizi, Nada; Dikhaye, Siham (2021). "Half and half nail, is it a marker of severe COVID-19 infection?". Annals of Medicine and Surgery. Ovid Technologies (Wolters Kluwer Health). 71: 102963. doi:10.1016/j.amsu.2021.102963. ISSN 2049-0801. PMC 8519785.
- Huang, W.-T.; Wu, C.-C. (2009-03-17). "Half-and-half nail". Canadian Medical Association Journal. CMA Joule Inc. 180 (6): 687–687. doi:10.1503/cmaj.081312. ISSN 0820-3946. PMC 2653574.